# Incidente del Samoan Clipper
Il Samoan Clipper era uno dei dieci idrovolanti Sikorsky S-42 della Pan American Airways. Esplose vicino a Pago Pago, nelle Samoa Americane, l'11 gennaio 1938, mentre era pilotato dall'aviatore Ed Musick. Musick e il suo equipaggio di sei persone sono morti nello schianto. L'aereo trasportava solo posta aerea e merci espresse; nessun passeggero era a bordo.

## L'esplosione
Nell'aereo si sviluppò una perdita d'olio poco dopo il decollo dal porto di Pago Pago e l'equipaggio decise di tornare in porto. 
Tuttavia, l’S-42, completamente carico di carburante, era troppo pesante per atterrare in sicurezza nello spazio limitato del porto, quindi l’equipaggio decise di scaricare il carburante prima dell’atterraggio.
Mentre era in corso lo scarico del carburante, si verificò un incendio e un'esplosione che distrusse l'aereo, uccidendo tutti a bordo. Non fù possibile determinare la causa esatta dell'incendio.
1. ↑   Accident description for NC16734, su aviation-safety.net.
2. ↑   U. S. Department of Commerce, Bureau of Air Commerce, English:  PDF scan of the Bureau of Air Commerce's accident report on the crash of Pan American Airways Sikorsky S-42-B NC-16734 Samoan Clipper near Pago Pago, American Samoa on 11 January 1938. (PDF), 1º aprile 1938. URL consultato il 14 marzo 2024.